# Neelie Kroes
Neelie Kroes (ur. 19 lipca 1941 w Rotterdamie) – holenderska ekonomistka, menedżer i polityk, działaczka Partii Ludowej na rzecz Wolności i Demokracji (VVD), parlamentarzystka i minister, w latach 2004–2014 członkini Komisji Europejskiej, od 2010 do 2014 jej wiceprzewodnicząca.

## Życiorys
Ukończyła studia ekonomiczne na Uniwersytecie Erazma w Rotterdamie. Od 1965 do 1971 była pracownikiem naukowo-dydaktycznym tej uczelni (w ramach Nederlandse Economische Hogeschool).
Na początku lat 70. zaangażowała się w działalność polityczną w ramach Partii Ludowej na rzecz Wolności i Demokracji. W latach 1970–1972, 1973–1974 i w 1977 była radną Rotterdamu. W latach 1971–1977, 1981–1982 i w 1986 sprawowała mandat posłanki do Tweede Kamer, niższej izby Stanów Generalnych. Od grudnia 1977 do września 1981 była sekretarzem stanu w ministerstwie transportu, robót publicznych i gospodarki wodnej, natomiast od listopada 1982 do listopada 1989 sprawowała urząd ministra w tym resorcie. Pod koniec lat 80. zrezygnowała z aktywności politycznej. Od 1991 do 2000 zajmowała stanowisko prezydenta uniwersytetu Nijenrode. Ponadto obejmowała różne stanowiska we władzach przedsiębiorstw (w tym Lucent Technologies, Volvo, P&O Nedlloyd).
W listopadzie 2004 została komisarzem UE ds. konkurencji. Jako komisarz odpowiadała za zatwierdzanie m.in. fuzji. W przypadku konfliktu interesów, w sprawach dotyczących przedsiębiorstw, z którymi wcześniej była związana, jej kompetencje przejął irlandzki komisarz Charlie McCreevy. W 2009 w drugiej komisji, którą kierował José Manuel Barroso, objęła funkcję wiceprzewodniczącej oraz komisarza ds. agendy cyfrowej. Na tym stanowisku działalność rozpoczęła po zatwierdzeniu składu komisji przez Parlament Europejski w lutym 2010 i urzędowała do końca kadencji w 2014.
W 2015 została specjalną przedstawicielką ds. promocji holenderskich przedsiębiorstw typu startup poza granicami kraju. Powróciła też do sektora prywatnego jako doradca banku Merrill Lynch. W 2016 powołana w skład rady dyrektorów kompanii Salesforce. Również w 2016 Międzynarodowe Konsorcjum Dziennikarzy Śledczych upubliczniło dokumenty wskazujące, że w latach 2000–2009 zajmowała dyrektorskie stanowisko w zarejestrowanej na Bahamach spółce Mint Holdings. Naruszało to zakaz angażowania się unijnych komisarzy w inną działalność zawodową, a informacja o tej funkcji nie znalazła się w jej oświadczeniach majątkowych. Prawnik byłej komisarz określił to jako jej przeoczenie.
W 2022 upubliczniono tzw. akta Ubera, wśród nich dokumenty wskazujące, że Neelie Kroes prowadziła rozmowy o dołączeniu do rady doradczej Ubera jeszcze przed odejściem ze stanowiska komisarza w 2014 (do gremium tego dołączyła w 2016). W marcu 2015, podczas przeszukania biur Ubera w Amsterdamie przez policję, miała telefonicznie przekonywać członków rządu do odwołania funkcjonariuszy. W następnym miesiącu miała nakłaniać premiera Marka Ruttego do spotkania z ówczesnym prezesem Ubera. Neelie Kroes prowadziła tę działalność lobbingową przed upływem półtora roku od odejścia z KE, nie posiadając wymaganej do tego zgody Niezależnego Komitetu ds. Etyki (który odrzucił jej prośbę w tym zakresie).

## Odznaczenia
Odznaczona Orderem Lwa Niderlandzkiego III klasy (1981) oraz Orderem Oranje-Nassau II klasy (1989) i I klasy (2015).

## Życie prywatne
Zamężna z Wouterem Janem Smitem i następnie z Bramem Peperem (oba małżeństwa zakończyły się rozwodami).